# N’Zeto
N’Zeto (auch Nzeto, bis 1975 Ambrizete) ist eine Stadt und ein Landkreis im Norden Angolas. Der Fluss Mbridge mündet hier in den Atlantik.

## Geschichte
Die Ortschaft wurde am 23. Juni 1934 unter Portugiesischer Kolonialverwaltung zur Kleinstadt (Vila) erhoben.
Sie trug den portugiesischen Ortsnamen Ambrizete (gelegentlich auch Ambrisete). Nach der Unabhängigkeit 1975 erhielt sie ihren heutigen Namen.

## Verwaltung
N'Zeto ist Sitz eines gleichnamigen Kreises (Município) in der Provinz Zaire. Der Kreis umfasst eine Fläche von 10.120 km² mit etwa 59.000 Einwohnern (Schätzung 2014). Die Volkszählung 2014 soll fortan gesicherte Bevölkerungsdaten liefern.
Der Kreis N'Zeto setzt sich aus vier Gemeinden (Comunas) zusammen:
- Kindenje (auch Quindenge)
- Musserra
- N’Zeto (auch Nzeto)
- Quibala Norte (auch Ioge)

## Verkehr
N'Zeto verfügt über einen Flughafen. IATA-Flughafencode: ARZ, ICAO-Code: FNZE.

## Wirtschaft
Im Ort ist traditionell der Fischfang von Bedeutung, auch Meersalzgewinnung ist zu nennen. Daneben wird vor allem Landwirtschaft betrieben, mit Getreide und Gemüse als Hauptanbauprodukte. Das israelische Unternehmen Agrarius betreibt zudem eine industrielle Eierproduktion im Kreis.